# Казанцев, Николай Леонидович
Николай Леонидович Казанцев (31 мая 1948, лагерь для перемещённых лиц Парш, Австрия) — аргентинский публицист, журналист, телеведущий русского происхождения, главный редактор эмигрантской газеты «Наша страна».

## Биография
Родился 31 мая 1948 года в лагере Парш под Зальцбургом, Австрия, в семье Леонида Борисовича Казанцева, кавалера Железного креста, окончившего Югославскую Военную академию и служившего во время Второй Мировой войны в чине лейтенанта во 2-м полку Русского корпуса на Балканах. Мать — Клавдия Николаевна Флоренская, дальняя родственница священника Павла Флоренского.
В 1948 семья переехала в Буэнос-Айрес, в Аргентину. Окончил гимназию и учился на факультете социологии.
В возрасте 14 лет подписался на газету «Наша страна», основанную в 1948 в Буэнос-Айресе И. Л. Солоневичем. В 1967 году в возрасте 19 лет стал её редактором. Удачно сочетал должность редактора «Нашей страны» со своей основной работой корреспондента аргентинского телевидения.
В Аргентине и США работал журналистом, был корреспондентом в Никарагуа, Ливане, Сальвадоре и Ираке. Единственный военный корреспондент на Мальвинских (Фолклендских) островах во время англо-аргентинской войны 1982 года. За участие в этой войне награждён аргентинским военным орденом «За выдающиеся заслуги» (en:Distinguished Service Order (Argentina)) и медалью аргентинского Конгресса. Является почётным членом Аргентинской ассоциации лётчиков-истребителей. Благодаря своим поездкам по свету за счёт буэнос-айресских (а потом и американских) телеканалов, ему удавалось встречаться с сотрудниками «Нашей страны» и вообще с деятелями русской политической эмиграции, разбросанным по разным материкам.
В 1990 году переехал в Майами (США), продолжая редактировать газету «Наша страна». В США работал на испаноязычных СМИ: CNN, NBC и Telemundo.
В 1993—1995 годах состоял членом редакционной коллегии выходившего в Калифорнии и в Санкт-Петербурге (Россия) журнала «Наши вести», но вскоре вышел из её состава из-за разногласий с издателями и ответственным редактором журнала, хорунжим Н. Н. Протопоповым.
Летом 1998 года в качестве телевизионного журналиста сопровождал аргентинского президента Карлоса Менема в его путешествии по бывшему СССР. В Москве, где, Патриарх Алексий II показывал ему новопостроенный храм Христа Спасителя, «я порывисто подошёл к Ридигеру с микрофоном в руке и начал было задавать вопрос».
Был непримиримым критиком Московского Патриархата. В 2000-е годы превратил «Нашу Страну» в трибуну противников примирения РПЦЗ с Московским Патриархатом. Поняв, что примирение с Московским патриархатом неизбежно, 16 ноября 2006 года переходит в РИПЦ, «я удостоился приобщиться Святых Таин в храме Св. Николая Чудотворца в Лионе, находящимся под омофором архиепископа Тихона, Омского и Сибирского, предстоятеля Русской Истинно-Православной (Катакомбной) Церкви». Подписание Акта о каноническом общении было встречено в штыки, а те кто принял «Акт», по мнению Николая Казанцева, ушли в «сергианско-экуменический раскол».
В 2014 году вернулся на постоянное жительство в Аргентину.
В феврале 2024 года вице-президентом Аргентины Викторией Вильярруэль назначен главой Управления Мальвинской военной кампании в Сенате. По этому поводу она написала: «Мы очень гордимся тем, что самый известный военный корреспондент в Фолклендском конфликте сотрудничает, чтобы мы восстановили нашу историю и признали наших героев». Сам Казанцев заявил, что очень горд назначением и рад занять место «в траншее в борьбе за историческую правду».